# Sullivan (Ohio)
Sullivan es un lugar designado por el censo ubicado en el condado de Ashland en el estado estadounidense de Ohio. En el Censo de 2020 tenía una población de 603 habitantes y una densidad poblacional de 55,94 habitantes por km². Fue incluido como CDP en el censo de 2020.

## Geografía
Sullivan se encuentra ubicado en las coordenadas 41°01′41″N 82°13′16″O / 41.02806, -82.22111. Según la Oficina del Censo de los Estados Unidos,  tiene una superficie total de 10,78 km², de la cual 10,73 km² corresponden a tierra firme y 0,05 km² a agua.